# Enea
Enea (in greco antico: Αἰνείας?, Ainèias; in latino Aenēās, -ae) è una figura della mitologia greca e romana, figlio del mortale Anchise (cugino del re di Troia Priamo) e di Afrodite, Venere nella religione romana, dea della bellezza.

## Descrizione
Principe dei Dardani, partecipò alla guerra di Troia dalla parte di Priamo e dei Troiani, durante la quale si distinse molto presto in battaglia. Guerriero molto valente, fu un eroe troiano secondo solo a Ettore, ma assume un ruolo di minor rilievo all'interno dell'Iliade di Omero. Enea è il protagonista dell'Eneide di Virgilio, poema in cui si narrano le vicende successive alla sua fuga da Troia, caratterizzate da lunghe peregrinazioni e da numerose perdite causate dall'ira di Giunone. La vicenda si conclude con il suo approdo sulle sponde del Lazio e con il suo matrimonio con la principessa Lavinia, figlia del re locale Latino.
La figura di Enea, archetipo dell'uomo obbediente agli dei e umile di fronte alla loro volontà, è stata ripresa da numerosi autori antichi, posteriori a Virgilio e a Omero, come Quinto Smirneo nei Posthomerica. 

## Mito di Enea

### Origini
(Esiodo, Teogonia, versi 1008-1010. Traduzione di Patrizio Sanasi.)
Un tempo, Zeus, il padre degli dèi, che non aveva mai giaciuto con la figlia adottiva, stanco delle continue tentazioni che la magica cintura di Afrodite stimolava di continuo in lui, architettò di umiliare la dea, facendola innamorare perdutamente di un comune mortale.
Il prescelto fu Anchise, un giovane principe pastore frigio, figlio di Capi e di Temiste (oppure, secondo altre leggende, di Egesta), che di consueto faceva pascolare le sue vaste mandrie sui colli del monte Ida. Afrodite, rimasta sedotta dalla sua straordinaria bellezza, dopo averlo scorto a compiere il suo lavoro, decise di ottenere subito i suoi favori.
Una notte, mentre egli giaceva nella sua capanna da mandriano, la dea assunse l'aspetto di una comune mortale e sotto tale travestimento si accostò a lui, sostenendo di essere una principessa, figlia del re Otreo, la quale, rapita dal dio Ermes, di lei perdutamente invaghito, era stata poi trasportata dal dio sui pascoli dell'Ida.
Indossato poi un seducente un peplo di colore rosso smagliante, la dea riuscì nel suo intento e, sdraiatasi accanto al giovane, si accoppiò con lui in un giaciglio di pelli animali. Accompagnati dal sereno ronzare delle api, per tutta la notte i due amanti godettero delle passioni amorose e proprio da questo amplesso la dea dell'amore rimase incinta di un bambino. Quando, al sorgere dell'alba, Afrodite rivelò all'uomo la sua vera natura, Anchise, temendo di essere punito per aver scoperto le nudità di una dea, la pregò di risparmiargli la vita.
Tuttavia la dea lo rassicurò, predicendogli la nascita di un bambino che sarebbe stato capace di regnare sui Troiani, acquistando un potere straordinario che si sarebbe mantenuto anche con i suoi discendenti.
Ma allo stesso tempo Afrodite mise in guardia il suo amante, esortandolo a nascondere la verità sulla nascita del bambino, ben sapendo che se Zeus ne fosse venuto a conoscenza, lo avrebbe senza dubbio fulminato.

#### La punizione di Anchise
(Commento di Anchise, Virgilio, Eneide, libro II, versi 647-649)
Alcuni giorni dopo, mentre Anchise si trovava presso una locanda in compagnia dei suoi amici, uno di essi gli chiese se avrebbe preferito passare una notte con una figlia di Priamo o con Afrodite. Il giovane troiano, dimentico della promessa e stordito dall'ebbrezza, si vantò affermando di essere andato a letto con entrambe e giudicando un tale paragone impossibile.
Udita la temeraria vanteria, Zeus dall'alto dell'Olimpo si affrettò a punire un così sfrontato mortale, scagliando una folgore con l'intenzione di incenerirlo.
Ma Afrodite, postasi in difesa del suo amato, lo protesse grazie alla sua cintura magica, di fronte alla quale la terribile arma di Zeus nulla poté fare; la folgore raggiunse comunque Anchise, ma invece di incenerirlo, scoppiò innocuamente sotto i suoi piedi.

Il giovane mortale provò comunque un incredibile spavento alla vista di quelle scintille, tanto che da allora egli non riuscì più a raddrizzare la schiena, traumatizzato dall'ira divina, e la stessa Afrodite perse ogni interesse per lui dopo aver generato Enea. Si racconta anche che Zeus lo punì privandolo della vista.

#### Nascita, infanzia e giovinezza dell'eroe
Afrodite diede alla luce Enea sul monte Ida, e qui lo allevarono le ninfe nei primissimi anni di vita. Fu poi educato, secondo alcuni, dal centauro Chirone. A cinque anni fu affidato dal padre al giovane Alcatoo, che di Enea era cognato per aver sposato la sorellastra Ippodamia. Qui Enea fu cresciuto sino alla maggiore età. Enea non fu l'unico figlio che Anchise generò: qualche autore vuole infatti che dall'unione della dea con il mandriano nascesse anche Lirno (o Liro), morto senza figli. Virgilio racconta che Enea sarebbe stato allevato sin dalla tenera età da una nutrice chiamata Caieta, alla quale l'eroe era molto affezionato e quando ella morì le riservò ogni sorta di riguardo. Sposò Creusa, figlia del re Priamo, cugino di suo padre, e da lei ebbe Ascanio. Pausania racconta che dalla moglie Enea avrebbe generato anche un'altra figlia, Etia.
Prima dello scoppio della guerra contro gli Achei, Enea partecipò ad alcune spedizioni militari nell'ambito della politica espansionistica intrapresa da Priamo, legando in particolare il suo nome alla conquista dell'isola di Lesbo (la cui capitale allora era Arisbe), che divenne un avamposto strategico dei troiani.

### Guerra di Troia
Secondo le fonti più antiche della saga troiana, Enea avrebbe avuto una parte nel ratto di Elena: fu sua madre Afrodite a ordinare all'eroe di rapire la regina di Sparta, che era sposata con Menelao, che era il premio che la dea aveva fatto a Paride per averle consegnato il pomo della bellezza:
Enea era molto amico di Ettore, ebbe invece spesso contrasti con Priamo, come è detto più volte nell'Iliade. Nel canto XIII, l'eroe siede sul campo di battaglia rancoroso per il trattamento che il re aveva nei suoi riguardi. Era contrario alla guerra e inizialmente si rifiutò di combattere ma una volta indossate le armi non si tirò indietro.

#### Primi combattimenti
Enea partecipò alla guerra di Troia ponendosi a capo di un contingente di Dardani. L'Iliade racconta che, durante un periodo di fittizia pace, l'eroe era allora mandriano del bestiame paterno sul monte Ida quando, nel corso di una scorreria nei pascoli della Troade, Achille riuscì a separarlo dai suoi armenti di buoi, li depredò e lo inseguì lungo le pendici boscose dell'Ida ma il troiano riuscì a sfuggirgli.

#### Lo scontro con Diomede

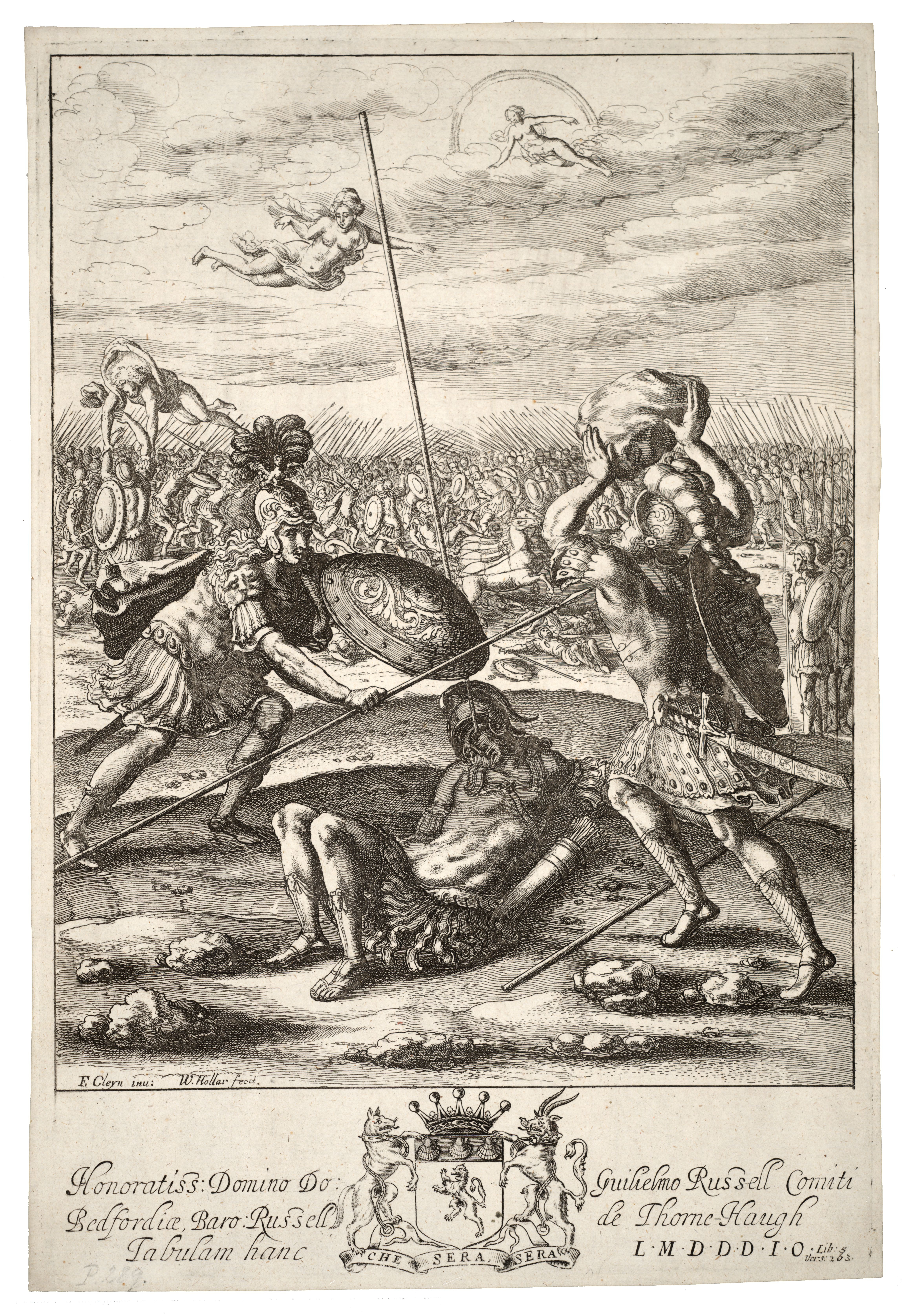
Diomede ed Enea di Wenceslaus Hollar

Fu eroe valoroso, secondo solo a Ettore, e spesso supportato dagli dèi. Nella battaglia che seguì al duello fra Paride e Menelao, combatté sul carro da guerra in compagnia di Pandaro. Quest'ultimo venne ucciso da Diomede, ed Enea lasciò incustodito il carro (che verrà poi portato al campo greco da Stenelo, fedele compagno d'armi e auriga di Diomede) per difendere il corpo dell'amico dagli assalti greci.
(Omero, Iliade, Canto V, vv. 299-302)
Affrontò dunque Diomede, rimanendo ferito a causa di un masso scagliato dal greco. Venne salvato dalla madre che lo avvolse nel suo velo. Diomede, non temendo l'ira della dea, ferì anche lei e la costrinse alla fuga. Apollo scese dunque in soccorso del troiano, contro di lui non poterono nulla neanche i colpi di Diomede. Enea venne ricoverato nel tempio di Apollo e curato da Artemide e Latona. Al suo posto combatté sul campo un fantasma con le sue sembianze.

#### La battaglia presso le navi
Enea combatté valorosamente anche in altre battaglie, come quella presso le navi greche, soccorrendo Ettore, ferito da un masso scagliato da Aiace Telamonio, e uccidendo Medonte, fratellastro di Aiace Oileo, e Iaso, condottiero ateniese. In questa circostanza perse però sia i suoi luogotenenti, Archeloco e Acamante, che erano due dei tanti figli di Antenore, sia il cognato Alcatoo.

#### Lo scontro con Achille
Dopo la morte di Patroclo, Achille decise di tornare a combattere. Enea volle affrontarlo a duello, scagliò la sua lancia contro il greco ma non riuscì a colpirlo.
(Omero, Iliade, Canto XX, vv. 273-277)
Achille balzò contro Enea: Poseidone, che pur essendo divinità ostile ai troiani apprezzava Enea per la reverenza che aveva verso gli dèi, decise di salvare il figlio di Anchise avvolgendolo in una spessa nebbia e ponendolo fra le ultime file dell'esercito. Poseidone infatti sapeva che Enea avrebbe dovuto perpetuare la sua stirpe dopo la fine di Troia.

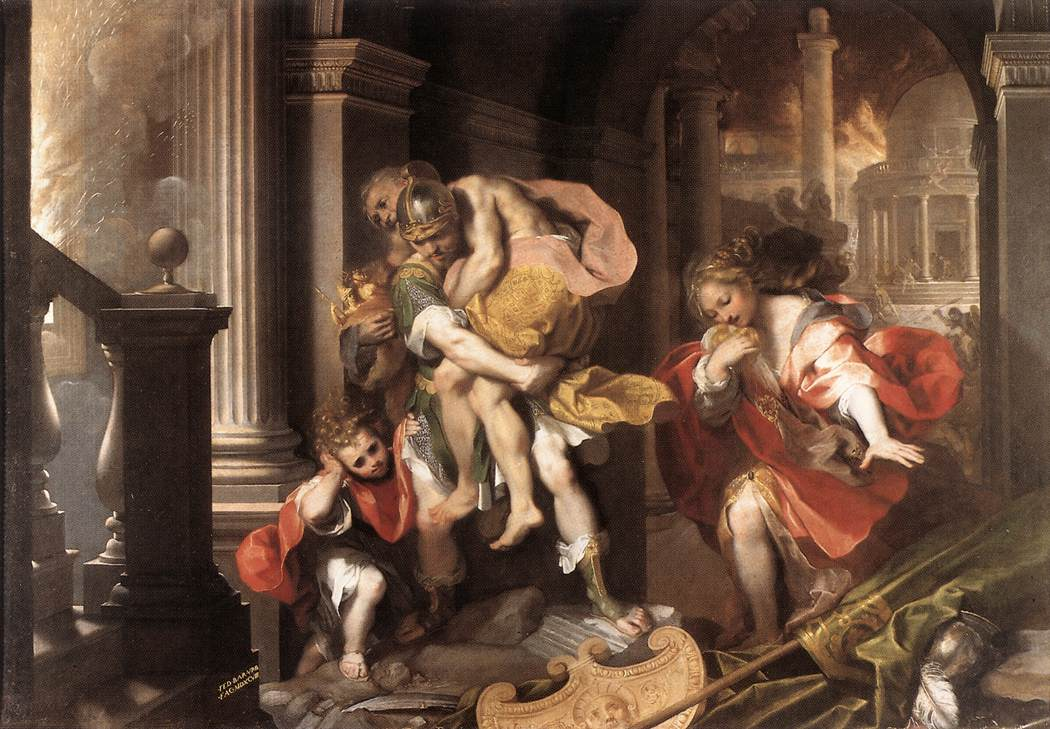
Fuga di Enea da Troia, Federico Barocci - 1598 - Galleria Borghese - Roma

### Fuga da Troia

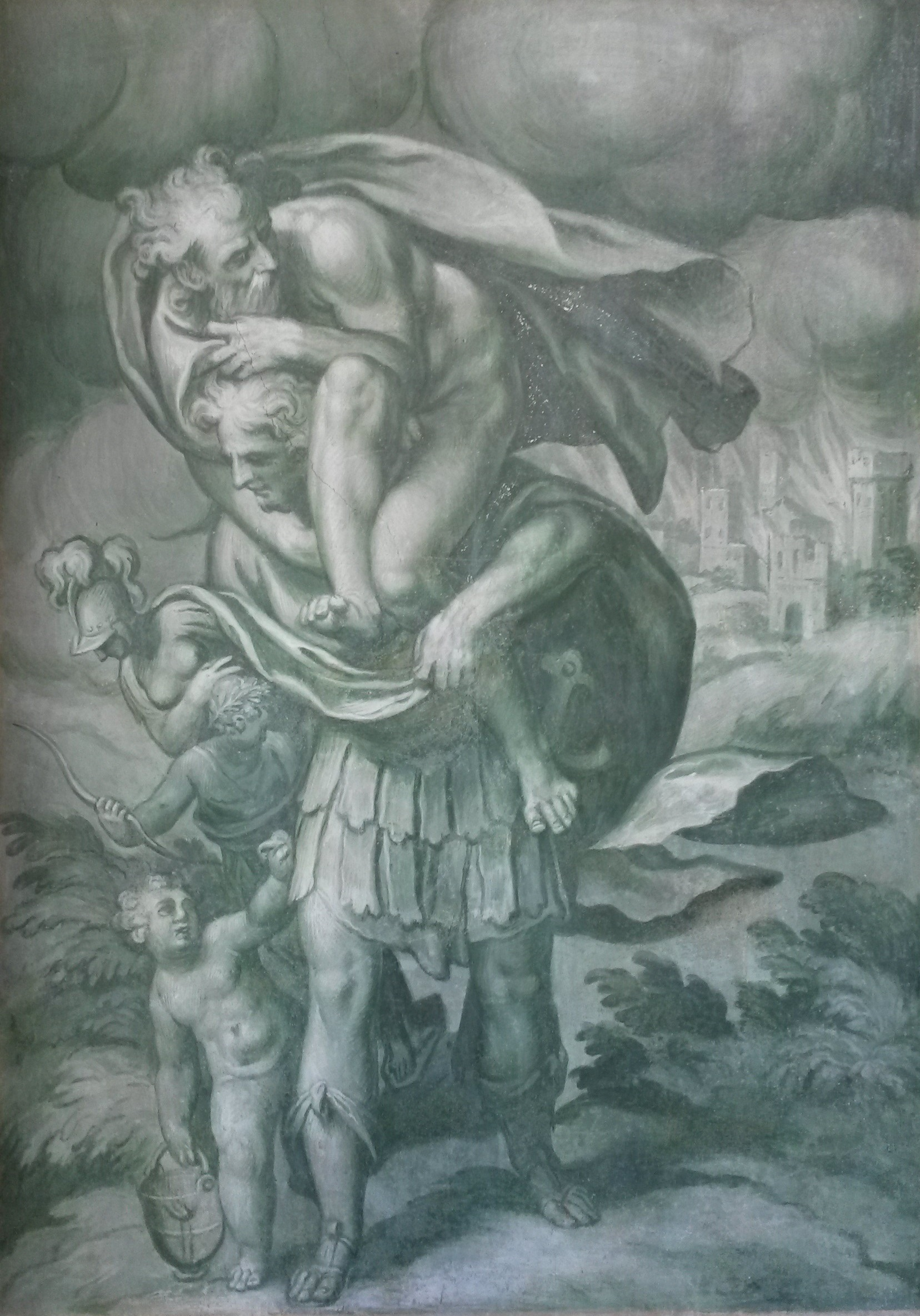
Paolo Farinati, Incendio di Troia: Enea e Anchise, 1590 circa, affresco, Villa Nichesola-Conforti, Ponton di Sant'Ambrogio di Valpolicella (Verona).

La notte in cui i greci sarebbero usciti dal cavallo di legno, gli apparve in sogno Ettore, terribile d'aspetto, che gli annunciò l'inevitabile caduta di Troia e il suo arrivo in terra italica. Durante l'incendio della città tentò, insieme a pochi uomini, di difenderla ma dopo aver capito che tutto ciò era ormai inutile, decise di fuggire portando con sé il padre Anchise sulle spalle e il figlio Ascanio. Durante la fuga perse però la moglie Creusa che, sotto forma di fantasma, gli rivelò il suo futuro di fondatore di un grande popolo.
Nella Iliou persis, invece, Enea scappava da Troia con i suoi seguaci subito dopo la fine di Laocoonte, avendo intuito grazie a quell'episodio l'imminente caduta della città.
Secondo Omero Enea divenne fondatore di un grande regno nella Troade; la versione di Stesicoro, invece, consacrata da Virgilio, è quella più conosciuta.

### Viaggio di Enea, eroe nell'Eneide
Enea fuggì da Troia via mare: insieme a lui si aggregarono molti troiani e anche vari guerrieri provenienti da altre regioni che avevano preso parte al conflitto come alleati. Giunse dapprima nel Chersoneso Tracico, dove venne a conoscenza della terribile fine di Polidoro, figlio di Priamo, ucciso da Polimestore, che voleva appropriarsi delle sue ricchezze. A Delo, Enea chiese responso ad Apollo, che ordinò al troiano di recarsi nella terra natia del fondatore di Troia, Dardano. Ma Anchise pensò che si riferisse a Teucro, un altro capostipite del loro popolo, originario di Creta. Si fece dunque rotta verso l'isola. Lì i troiani vennero colpiti da una pestilenza, Enea ordinò di muovere verso Corito-Tarquinia (III, 170), in Italia, la terra di Dardano. Decisi a fare rifornimenti i troiani si fermarono nelle isole Strofadi dove vennero attaccati dalle Arpie che devastarono la loro mensa e li costrinsero alla fuga. Giunsero nell'Epiro dove incontrarono Eleno e Andromaca, fondatori della città di Butroto
(Virgilio, Eneide, Canto III)
Eleno, dotato del dono della profezia, annunciò all'amico di recarsi in Italia, cercando di evitare la terra di Sicilia, patria dei ciclopi e di Scilla e Cariddi. Consigliò invece di sbarcare presso Cuma per chiedere responso alla sibilla che lì abitava. I troiani si salvarono per un pelo da quella minaccia e sbarcarono vicino l'Etna, dove si unì alla loro flotta Achemenide, un compagno di Ulisse abbandonato in quella terra. Enea sbarcò in Italia nell'attuale Salento, a Castro. Dopo aver assistito al terribile arrivo del ciclope Polifemo, Enea e i suoi uomini si fermarono in Sicilia, a Trapani (Eneide libro-3-vv-692-718: ... hinc Drepani me portus accipit ... ), benevolmente accolti dal re Aceste, dove il vecchio Anchise morì e fu sepolto. Era, piena d'odio per i troiani, scatenò una tempesta contro la flotta che venne trascinata verso l'Africa.

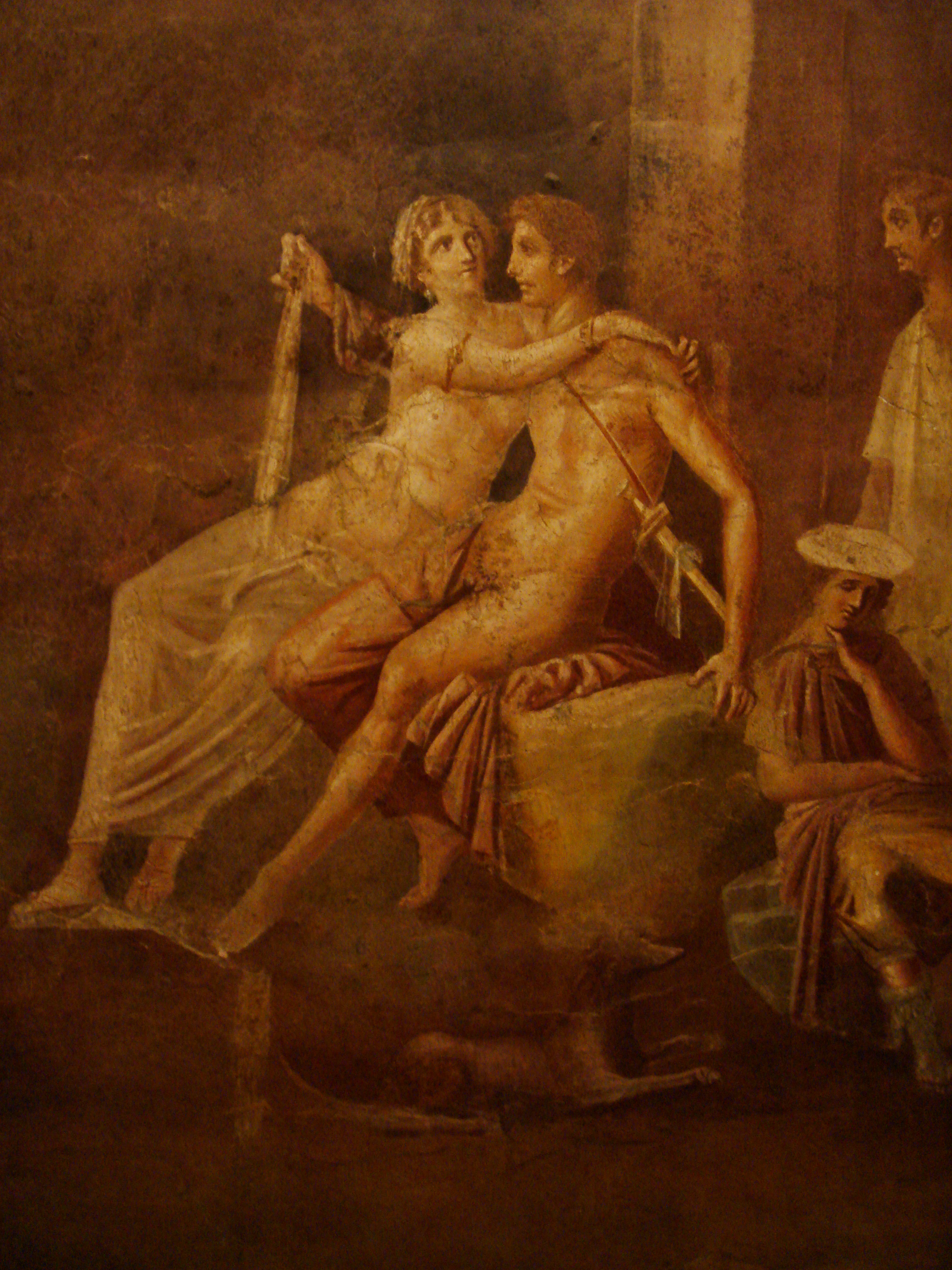
Le passioni di Enea e Didone, affresco romano da Pompei, Casa del Citarista, III stile, 10 a.C. - 45 d.C.

Lì Enea e i suoi uomini vennero accolti dalla regina Didone, a Cartagine dove l'eroe narrò le sue dolorose vicende. I due si innamorarono perdutamente ma, per ordine di Zeus, Enea dovette ripartire. Seppure a malincuore dovette dire addio a Didone. Fu un terribile colpo per la povera regina
(Virgilio, Eneide, Canto IV)
Didone, guardando in lontananza la nave di Enea che si allontanava, si uccise. La flotta troiana sbarcò di nuovo a Drepana (odierna Trapani), dove per l'anniversario della morte di Anchise furono celebrati alcuni giochi in suo onore, i ludi novendiali, ai quali parteciparono sia atleti troiani sia atleti siciliani (libro V).
Nella città di Drepanon, alcune donne, fra le esuli, stanche per il peregrinare, decisero di dare fuoco alle navi. Enea ordinò dunque che chi non voleva continuare il viaggio sarebbe rimasto a Drepano, mentre gli altri avrebbero continuato il tragitto. Giunto a Cuma, Enea incontrò la Sibilla con la quale scese vivo nel regno dei morti. Lì incontrò Caronte e Cerbero, che cadde addormentato per un inganno della Sibilla. Giunto ai campi del pianto vide poi il triste spirito di Didone.
(Virgilio, Eneide, Canto VI)
Incontrò in seguito l'anima di Deifobo, il cui cadavere era stato sfregiato da Menelao. Infine venne accolto dal padre Anchise che gli presentò le anime di coloro che avrebbero fatto grande il regno promesso a Enea in Italia.

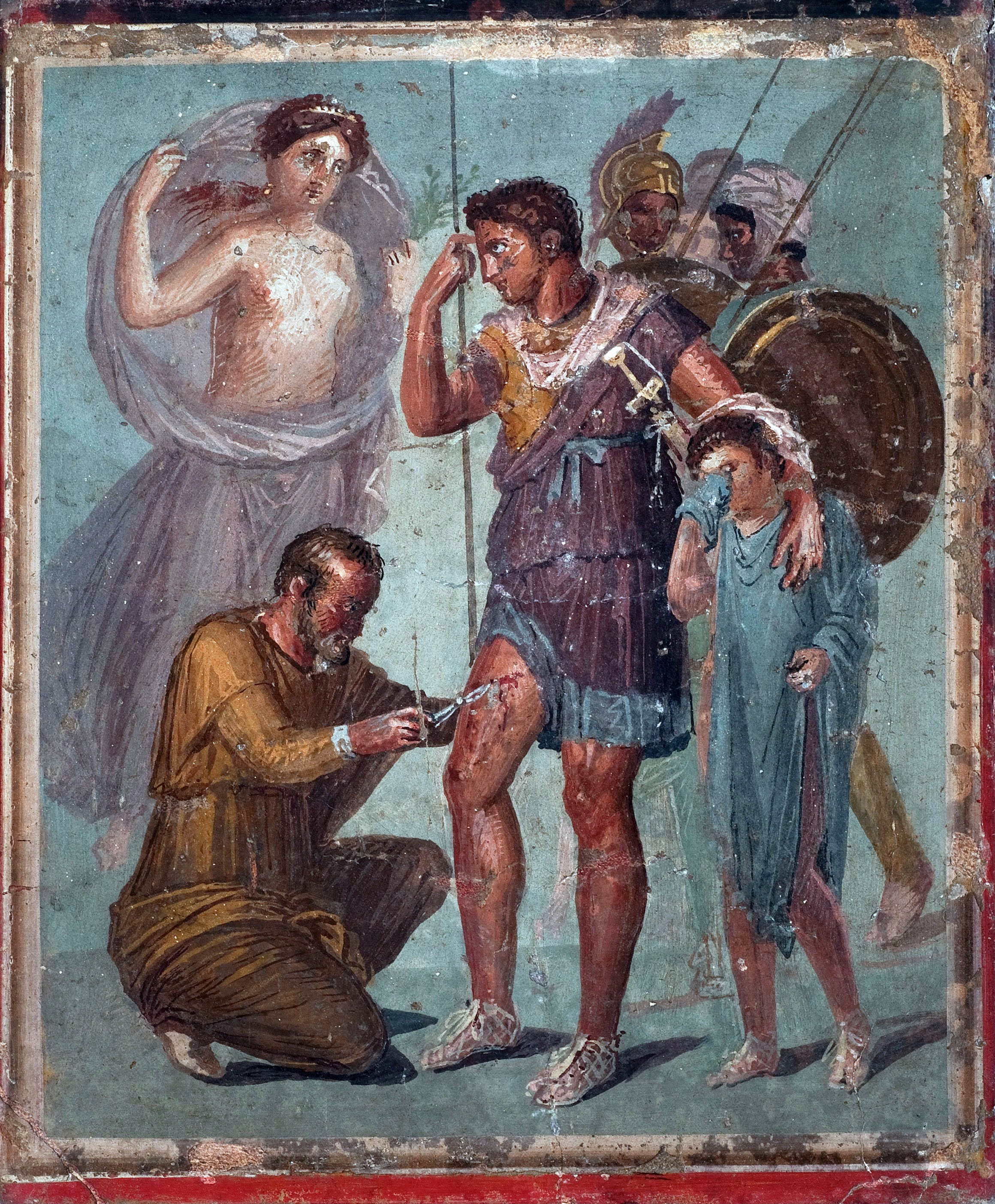
Enea curato dal medico Iapige, sorretto dal figlio Ascanio e assistito da Venere, pittura parietale, I secolo a.C., da Pompei, Napoli, Museo Archeologico Nazionale

Tornato nel mondo dei vivi, Enea sbarcò finalmente alle rive del Tevere, dopo aver visitato anche il Circeo: qui morì Caieta, la sua nutrice, ed egli la fece seppellire nel luogo che si sarebbe poi chiamato Gaeta in suo ricordo. Il re di Laurento, Latino, decise di affidargli la mano della figlia Lavinia, scatenando però così l'ira di Turno, il re dei Rutuli, cui la fanciulla era stata promessa. Durante una battuta di caccia Ascanio, senza saperlo, uccise una cerva domestica e per questo venne inseguito dai pastori del luogo. I troiani corsero in aiuto del figlio di Enea e uccisero uno degli inseguitori, l'aitante Almone, giovane cortigiano del re Latino. Questa fu la scintilla che fece scoppiare la guerra. Turno radunò i suoi uomini e mosse contro i troiani. Enea invece risalì il fiume Tevere, giungendo così nel territorio di Evandro, re degli Arcadi. Quest'ultimo consigliò inoltre all'eroe troiano di recarsi fra gli Etruschi per chiedere aiuto a Tarconte. Fra gli alleati di Turno vi era infatti Mezenzio, ex sovrano degli Etruschi, cacciato per la sua crudeltà. Durante l'assenza di Enea il campo troiano venne assediato da quattordici giovani condottieri italici, ognuno dei quali era seguito da altri cento giovani. Eurialo e Niso, due inseparabili amici troiani, decisero di raggiungere Enea, per avvertirlo del pericolo. Usciti di notte, penetrarono tra le linee nemiche dove uccisero con le spade molti italici addormentati, in particolare Niso colpì il re Ramnete, recise la testa al condottiero Remo e fece subire la stessa sorte al giovinetto Serrano; i due eroi quindi ripresero il loro cammino, ma intercettati da una pattuglia nemica vennero accerchiati e messi a morte. Dopo una dura battaglia, durante la quale Turno fece strage di troiani, Enea, tornato via mare da Corito-Tarquinia assieme agli Etruschi comandati da Tarconte, ai Liguri di Cunaro e Cupavone, e agli Arcadi guidati da Pallante, figlio di Evandro, riuscì ad accorrere in aiuto dei compagni. Ma proprio Pallante, in quello scontro, cadde per mano di Turno. Enea andò su tutte le furie e venne meno alla sua famosa pietà, decapitando il giovane semidio etrusco Tarquito, che vinto da lui in duello lo implorava di essere risparmiato, e gettando il suo busto in acqua. Allora Giunone, temendo per la vita di Turno, riuscì ad allontanarlo dal campo di battaglia. Enea affrontò Mezenzio a duello ferendolo: quindi uccise Lauso, il figlio del tiranno, intervenuto in sua difesa. Commosso per il coraggio del giovane, Enea riconsegnò la salma e le armi a Mezenzio che, in uno scontro successivo, cadde sotto la spada del troiano. L'eroe, dopo aver sepolto il giovane Pallante, ordinò ai suoi uomini di marciare contro la città dei Latini. Turno e Camilla, regina guerriera dei Volsci, schierarono le proprie truppe. Il re rutulo assalì la fanteria troiana, Camilla la cavalleria etrusca. Nello scontro che ne seguì Camilla rimase uccisa. Turno decise allora di affrontare a duello Enea. Il troiano ebbe presto il sopravvento e per qualche attimo si trattenne dall'uccidere il nemico; ma riconoscendo addosso a Turno le armi di Pallante e ricordando il dolore di Evandro per la morte del figlio, gli conficcò la sua spada nel petto (...vitaque cum gemitu fugit indignata sub umbras).
(Virgilio, Eneide, Canto XII)

## La critica storica
Le prime versioni del mito di Enea sono antiche, tanto che sono già note in Etruria prima del VI secolo a.C. e in Grecia nel V secolo a.C. e farebbero derivare il nome di "Roma" da quello di una donna troiana con il significato di "forza".

### Riassunto della leggenda
Enea è un principe Troiano, nativo delle falde del monte Ida nella Troade, e partecipa solo alla fase finale della guerra di Troia; è imparentato con il re Priamo avendone sposato la figlia Creusa e in quanto il padre Anchise è cugino del re. Enea piace ai Romani quale capostipite perché permette loro di affondare le radici in una civiltà dal passato fulgido pur distinguendosi dai Greci.
Anche la leggenda di Romolo e Remo, all'inizio separata da quella di Enea, viene successivamente integrata nel suo mito. In un primo momento i due gemelli vengono indicati come suoi figli o nipoti.
Eratostene di Cirene si accorge tuttavia che, essendo la data della caduta di Troia all'incirca il 1184 a.C., né Enea né i suoi più diretti discendenti potevano aver fondato Roma nel 753 a.C., data alla quale la mitologia fa risalire la nascita di Roma.
Catone il Censore rende plausibile la storia. Secondo la sua versione, accettata poi come definitiva, Enea fugge da Troia e giunge nel Lazio. Qui, dopo aver sposato Lavinia, fonda Lavinium. Ascanio è invece il fondatore di Alba Longa e i suoi successori danno origine alla dinastia dalla quale, dopo varie generazioni, Rea Silvia darà alla luce Romolo e Remo e in seguito la gens Giulia, con Giulio Cesare e il primo imperatore Augusto.

### La fine di Enea

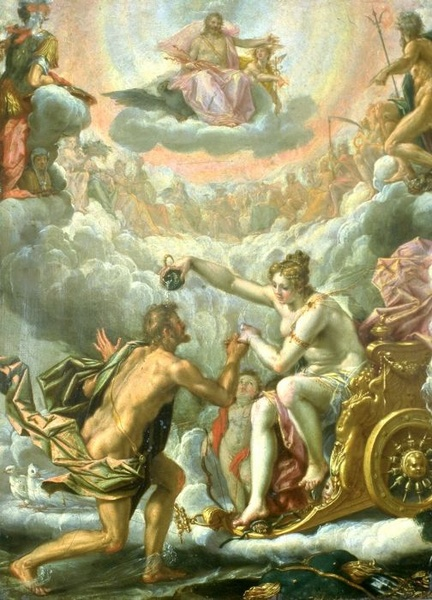
Apoteosi di Enea nell'Olimpo, opera del 1600 di Pieter de Witte, nel Bode Museum a Berlino

Secondo la leggenda, dopo quattro anni di regno, Enea sarebbe stato assunto in cielo trionfante tra lampi e tuoni durante una battaglia contro gli Etruschi nelle vicinanze del fiume Numico e ricevuto nell'Olimpo insieme agli dèi. È interessante notare che anche a Romolo viene decretata la stessa sorte, permettendo successivamente di deificare anche Giulio Cesare e Augusto, suoi lontani discendenti. Ciò serviva a rendere incontrovertibile la tesi delle origini divine dei fondatori di Roma.
Esiste poi una versione completamente diversa, secondo cui il cosiddetto Heroon di Enea, situato a Pratica di Mare (nella provincia di Roma), viene identificato come la sua tomba.

### Altre versioni sulla discendenza di Enea
Nelle leggende più arcaiche, Romolo non ha un gemello ed è figlio di Zeus; le successive elaborazioni sono analoghe, ponendo Romolo e Remo come figli di Marte e Rea Silvia, (in alcune versioni lei era una sacerdotessa) e perciò di discendenza divina.
Un'ulteriore versione della leggenda, indica Rea Silvia come figlia di Enea e un suo nome aggiuntivo sarebbe Ilia, per ricordare il collegamento di Roma con Troia ("Ilio" in greco).
Per la versione romana tramandataci da Ennio, ebbe due figlie da Creusa, come si ricava dal frammento da cui è tratto Il sogno di Ilia.

## Albero genealogico
Da Bruto di Troia (oppure da Prima e da suo marito Proculo Giulio) si genera la gens Iulia storica. Silvio è considerato in alcune versioni il figlio di Ascanio e sarebbe quindi nipote di Enea, in altre il figlio secondogenito di Enea.
|  |  |        |        |        |        | Anchise         | Anchise         | Anchise         | Anchise         | Anchise         | Anchise         |          |          | Afrodite/Venere | Afrodite/Venere | Afrodite/Venere | Afrodite/Venere | Afrodite/Venere | Afrodite/Venere |               |               | Latino     | Latino     | Latino     | Latino     | Latino     | Latino     |        |        |      |      |
|  |  |        |        |        |        | Anchise         | Anchise         | Anchise         | Anchise         | Anchise         | Anchise         |          |          | Afrodite/Venere | Afrodite/Venere | Afrodite/Venere | Afrodite/Venere | Afrodite/Venere | Afrodite/Venere |               |               | Latino     | Latino     | Latino     | Latino     | Latino     | Latino     |        |        |      |      |
|  |  |        |        |        |        |                 |                 |                 |                 |                 |                 |          |          |                 |                 |                 |                 |                 |                 |               |               |            |            |            |            |            |            |        |        |      |      |
|  |  | Creusa | Creusa | Creusa | Creusa | Creusa          | Creusa          |                 |                 | Enea            | Enea            | Enea     | Enea     | Enea            | Enea            |                 |                 |                 |                 | Lavinia       | Lavinia       | Lavinia    | Lavinia    | Lavinia    | Lavinia    |            |            |        |        |      |      |
|  |  | Creusa | Creusa | Creusa | Creusa | Creusa          | Creusa          |                 |                 | Enea            | Enea            | Enea     | Enea     | Enea            | Enea            |                 |                 |                 |                 | Lavinia       | Lavinia       | Lavinia    | Lavinia    | Lavinia    | Lavinia    |            |            |        |        |      |      |
|  |  |        |        |        |        |                 |                 |                 |                 |                 |                 |          |          |                 |                 |                 |                 |                 |                 |               |               |            |            |            |            |            |            |        |        |      |      |
|  |  |        |        |        |        | Ascanio, o Iulo | Ascanio, o Iulo | Ascanio, o Iulo | Ascanio, o Iulo | Ascanio, o Iulo | Ascanio, o Iulo |          |          | Silvio          | Silvio          | Silvio          | Silvio          | Silvio          | Silvio          |               |               |            |            |            |            |            |            |        |        |      |      |
|  |  |        |        |        |        | Ascanio, o Iulo | Ascanio, o Iulo | Ascanio, o Iulo | Ascanio, o Iulo | Ascanio, o Iulo | Ascanio, o Iulo |          |          | Silvio          | Silvio          | Silvio          | Silvio          | Silvio          | Silvio          |               |               |            |            |            |            |            |            |        |        |      |      |
|  |  |        |        |        |        | Silvio          | Silvio          | Silvio          | Silvio          | Silvio          | Silvio          |          |          |                 |                 | Enea Silvio     | Enea Silvio     | Enea Silvio     | Enea Silvio     | Enea Silvio   | Enea Silvio   |            |            |            |            |            |            |        |        |      |      |
|  |  |        |        |        |        | Silvio          | Silvio          | Silvio          | Silvio          | Silvio          | Silvio          |          |          |                 |                 | Enea Silvio     | Enea Silvio     | Enea Silvio     | Enea Silvio     | Enea Silvio   | Enea Silvio   |            |            |            |            |            |            |        |        |      |      |
|  |  |        |        |        |        | Bruto di Troia  | Bruto di Troia  | Bruto di Troia  | Bruto di Troia  | Bruto di Troia  | Bruto di Troia  |          |          |                 |                 | Latino Silvio   | Latino Silvio   | Latino Silvio   | Latino Silvio   | Latino Silvio | Latino Silvio |            |            |            |            |            |            |        |        |      |      |
|  |  |        |        |        |        | Bruto di Troia  | Bruto di Troia  | Bruto di Troia  | Bruto di Troia  | Bruto di Troia  | Bruto di Troia  |          |          |                 |                 | Latino Silvio   | Latino Silvio   | Latino Silvio   | Latino Silvio   | Latino Silvio | Latino Silvio |            |            |            |            |            |            |        |        |      |      |
|  |  |        |        |        |        |                 |                 |                 |                 |                 |                 |          |          |                 |                 | Alba            |                 |                 |                 |               |               |            |            |            |            |            |            |        |        |      |      |
|  |  |        |        |        |        |                 |                 |                 |                 |                 |                 |          |          |                 |                 |                 |                 |                 |                 |               |               |            |            |            |            |            |            |        |        |      |      |
|  |  |        |        |        |        |                 |                 |                 |                 |                 |                 |          |          |                 |                 | Atys            |                 |                 |                 |               |               |            |            |            |            |            |            |        |        |      |      |
|  |  |        |        |        |        |                 |                 |                 |                 |                 |                 |          |          |                 |                 |                 |                 |                 |                 |               |               |            |            |            |            |            |            |        |        |      |      |
|  |  |        |        |        |        |                 |                 |                 |                 |                 |                 |          |          |                 |                 | Capys           |                 |                 |                 |               |               |            |            |            |            |            |            |        |        |      |      |
|  |  |        |        |        |        |                 |                 |                 |                 |                 |                 |          |          |                 |                 |                 |                 |                 |                 |               |               |            |            |            |            |            |            |        |        |      |      |
|  |  |        |        |        |        |                 |                 |                 |                 |                 |                 |          |          |                 |                 | Capeto          |                 |                 |                 |               |               |            |            |            |            |            |            |        |        |      |      |
|  |  |        |        |        |        |                 |                 |                 |                 |                 |                 |          |          |                 |                 |                 |                 |                 |                 |               |               |            |            |            |            |            |            |        |        |      |      |
|  |  |        |        |        |        |                 |                 |                 |                 |                 |                 |          |          |                 |                 | Tiberino Silvio |                 |                 |                 |               |               |            |            |            |            |            |            |        |        |      |      |
|  |  |        |        |        |        |                 |                 |                 |                 |                 |                 |          |          |                 |                 |                 |                 |                 |                 |               |               |            |            |            |            |            |            |        |        |      |      |
|  |  |        |        |        |        |                 |                 |                 |                 |                 |                 |          |          |                 |                 | Agrippa         |                 |                 |                 |               |               |            |            |            |            |            |            |        |        |      |      |
|  |  |        |        |        |        |                 |                 |                 |                 |                 |                 |          |          |                 |                 |                 |                 |                 |                 |               |               |            |            |            |            |            |            |        |        |      |      |
|  |  |        |        |        |        |                 |                 |                 |                 |                 |                 |          |          |                 |                 | Romolo Silvio   |                 |                 |                 |               |               |            |            |            |            |            |            |        |        |      |      |
|  |  |        |        |        |        |                 |                 |                 |                 |                 |                 |          |          |                 |                 |                 |                 |                 |                 |               |               |            |            |            |            |            |            |        |        |      |      |
|  |  |        |        |        |        |                 |                 |                 |                 |                 |                 |          |          |                 |                 | Aventino        |                 |                 |                 |               |               |            |            |            |            |            |            |        |        |      |      |
|  |  |        |        |        |        |                 |                 |                 |                 |                 |                 |          |          |                 |                 |                 |                 |                 |                 |               |               |            |            |            |            |            |            |        |        |      |      |
|  |  |        |        |        |        |                 |                 |                 |                 |                 |                 |          |          |                 |                 | Proca           |                 |                 |                 |               |               |            |            |            |            |            |            |        |        |      |      |
|  |  |        |        |        |        |                 |                 |                 |                 |                 |                 |          |          |                 |                 |                 |                 |                 |                 |               |               |            |            |            |            |            |            |        |        |      |      |
|  |  |        |        |        |        |                 |                 |                 |                 |                 |                 |          |          |                 |                 |                 |                 |                 |                 |               |               |            |            |            |            |            |            |        |        |      |      |
|  |  |        |        |        |        |                 |                 |                 |                 |                 |                 |          |          |                 |                 | Numitore        | Numitore        | Numitore        | Numitore        | Numitore      | Numitore      |            |            | Amulio     | Amulio     | Amulio     | Amulio     | Amulio | Amulio |      |      |
|  |  |        |        |        |        |                 |                 |                 |                 |                 |                 |          |          |                 |                 | Numitore        | Numitore        | Numitore        | Numitore        | Numitore      | Numitore      |            |            | Amulio     | Amulio     | Amulio     | Amulio     | Amulio | Amulio |      |      |
|  |  |        |        |        |        |                 |                 |                 |                 |                 |                 |          |          | Rea Silvia      | Rea Silvia      | Rea Silvia      | Rea Silvia      | Rea Silvia      | Rea Silvia      |               |               | Ares/Marte | Ares/Marte | Ares/Marte | Ares/Marte | Ares/Marte | Ares/Marte |        |        |      |      |
|  |  |        |        |        |        |                 |                 |                 |                 |                 |                 |          |          | Rea Silvia      | Rea Silvia      | Rea Silvia      | Rea Silvia      | Rea Silvia      | Rea Silvia      |               |               | Ares/Marte | Ares/Marte | Ares/Marte | Ares/Marte | Ares/Marte | Ares/Marte |        |        |      |      |
|  |  |        |        |        |        |                 |                 |                 |                 |                 |                 |          |          |                 |                 |                 |                 |                 |                 |               |               |            |            |            |            |            |            |        |        |      |      |
|  |  |        |        |        |        |                 |                 |                 |                 |                 |                 |          |          |                 |                 |                 |                 |                 |                 |               |               |            |            |            |            |            |            |        |        |      |      |
|  |  |        |        |        |        |                 |                 |                 |                 | Hersilia        | Hersilia        | Hersilia | Hersilia | Hersilia        | Hersilia        |                 |                 | Romolo          | Romolo          | Romolo        | Romolo        | Romolo     | Romolo     |            |            | Remo       | Remo       | Remo   | Remo   | Remo | Remo |
|  |  |        |        |        |        |                 |                 |                 |                 | Hersilia        | Hersilia        | Hersilia | Hersilia | Hersilia        | Hersilia        |                 |                 | Romolo          | Romolo          | Romolo        | Romolo        | Romolo     | Romolo     |            |            | Remo       | Remo       | Remo   | Remo   | Remo | Remo |
|  |  |        |        |        |        |                 |                 |                 |                 |                 |                 |          |          |                 |                 |                 |                 |                 |                 |               |               |            |            |            |            |            |            |        |        |      |      |
|  |  |        |        |        |        |                 |                 |                 |                 |                 |                 |          |          | Prima e Avilio  |                 |                 |                 |                 |                 |               |               |            |            |            |            |            |            |        |        |      |      |

## Vittime di Enea
Enea uccise ben 69 nemici tra Achei e Latini: un bilancio di poco inferiore a quello dell'acheo Achille che fece in tutto 77 vittime fra Troiani e loro alleati.
1. Cretone, guerriero acheo, gemello di Orsiloco e figlio di Diocle, discendente del fiume Alfeo. (Omero, Iliade, libro V, versi 541-560.)
2. Orsiloco, guerriero acheo, gemello di Cretone e figlio di Diocle, discendente del fiume Alfeo. (Omero, Iliade, libro V, versi 541-560.)
3. Afareo, valoroso guerriero acheo, figlio di Caletore e fedele compagno di Idomeneo. (Omero, Iliade, libro XIII, versi 541-545.)
4. Medonte, capitano acheo, figlio illegittimo di Oileo e fratellastro di Aiace Oileo. Sostituì Filottete alla guida della sua flotta. (Omero, Iliade, libro XV, verso 332.)
5. Iaso, capo di un contingente di Ateniesi a Troia, figlio di Sfelo e nipote di Bucolo. (Omero, Iliade, libro XV, verso 332.)
6. Leiocrito, guerriero acheo, figlio di Arisbante, fedele compagno del capitano Licomede. (Omero, Iliade, libro XVII, versi 344-345.)
7. Alcimedonte, comandante di un contingente di Mirmidoni, figlio di Laerce, aveva aiutato Automedonte, auriga di Achille, a uccidere Areto. (Quinto Smirneo, Posthomerica, libro X, versi 448 ss.)
8. Anfione, compagno di Epeo, il mitico acheo costruttore del Cavallo di Troia. (Quinto Smirneo, Posthomerica, libro X, verso 111.)
9. Andromaco, guerriero acheo proveniente da Creta. (Quinto Smirneo, Posthomerica, libro XI, verso 41.)
10. Antimaco, guerriero cretese, compagno di Idomeneo nella guerra di Troia. (Quinto Smirneo, Posthomerica, libro VI, verso 622.)
11. Aristoloco, guerriero acheo. (Quinto Smirneo, Posthomerica, libro VIII, verso 93.)
12. Bremone, guerriero acheo, proveniente da Licto, città di Creta. (Quinto Smirneo, Posthomerica, libro XI, versi 41 ss.)
13. Deileonte, compagno di Epeo, il mitico acheo costruttore del Cavallo di Troia. (Quinto Smirneo, Posthomerica, libro X, verso 111.)
14. Tossechine, scudiero di Filottete. (Quinto Smirneo, Posthomerica, libro XI.)
15. Demoleonte, guerriero acheo, di cui poi Enea prese la corazza. (Virgilio, Eneide, libro V).
16. Androgeo e tredici achei ai suoi ordini, entrati a Troia nella notte della sua distruzione.
17. Terone: guerriero latino, primo assalitore di Enea, sulla battigia del Tevere.
18. Lica: giovane guerriero latino. Ferito mortalmente dal colpo di spada di Enea, rimane a lungo agonizzante.
19. Cisseo: guerriero latino armato di clava, come l'antico Eracle.
20. Gia: guerriero latino, fratello di Cisseo, anche lui armato di clava.
21. Faro: guerriero latino ucciso in maniera efferata. Mentre avanza verso Enea, sulle rive del Tevere, questi gli scaglia contro una lancia che penetra nella sua bocca spalancata.
22. Clizio: giovanissimo e biondo guerriero latino.
23. Meone: guerriero latino.
24. Alcanore: guerriero latino e fratello di Meone.
25. Mago: la prima vittima di Enea mentre l'eroe cerca Turno, uccisore dell'alleato e amico Pallante.
26. Emonide: ovvero un figlio (di cui il poeta non fa il nome) del latino Emone; giovane sacerdote di Apollo e Diana.
27. Ceculo: capo italico, semidio figlio di Vulcano.
28. Umbrone: giovane sacerdote e capo dei Marsi.
29. Anxure: guerriero latino. Enea gli tronca la mano sinistra con la spada, dopo avergli trapassato lo scudo.
30. Tarquito: giovane semidio, figlio della ninfa Driope e del mortale Fauno, omonimo del dio italico. Dopo essere stato sconfitto in duello, chiede a Enea di essere risparmiato, ma il capo troiano per tutta risposta lo decapita con la spada e getta testa e busto nelle acque del fiume Tevere, privando così la sua vittima di ogni rito funebre da parte dei genitori e della patria.
31. Anteo: guerriero rutulo, luogotenente di Turno.
32. Luca: guerriero rutulo, anche lui vicinissimo a Turno.
33. Numa: guerriero latino.
34. Camerte: giovane signore di Amyclae, figlio di Volcente.
35. Lucago: guerriero latino, gettato a terra dal carro con la lancia piantata nell'inguine.
36. Ligeri: guerriero latino, fratello di Lucago, gettato a sua volta a terra dal carro e trafitto da un colpo di spada al petto.
37. Lauso: figlio del tiranno etrusco Mezenzio, ucciso dall'eroe nel tentativo di difendere il genitore, ferito dallo stesso Enea.
38. Mezenzio: il tiranno etrusco, ucciso da Enea in un formidabile duello dopo la morte di Lauso.
39. Sucrone: ucciso da Enea in maniera selvaggia, dopo che Turno, per la seconda volta, gli era sfuggito. Ferito dapprima al fianco con la lancia, viene trucidato da un colpo di spada che gli disintegra ogni costola del petto.
40. Talone: guerriero latino.
41. Tanai: guerriero latino.
42. Cetego: guerriero latino.
43. Onite: guerriero latino.
44. Murrano: guerriero latino, imparentato con Turno, e intimo amico di quest'ultimo. Enea gli scaraventa addosso un macigno e lo catapulta a terra giù dal carro; Murrano viene finito dagli zoccoli dei suoi stessi cavalli, che, scambiandolo per un nemico caduto, lo dilaniano.
45. Cupenco: guerriero e sacerdote latino. Il suo petto viene trapassato da una spada, dopo che questa ha oltrepassato lo scudo di bronzo.
46. Turno: l'antagonista principale di Enea nella guerra tra troiani e italici, uccisore di Pallante e di tanti altri guerrieri. Duella con Enea e viene ferito dapprima a una coscia dalla lancia del nemico, e infine ucciso con un colpo di spada in pieno petto.
47. Nifeo: guerriero latino sbalzato dal suo cocchio a opera di Enea, non per sua mano, ma indirettamente a causa del suo arrivo; questo avviene nei pressi del Tevere subito prima della morte di Lucago e Ligeri.
48. Quattro guerrieri rutuli, figli di Sulmone, da lui immolati sul rogo di Pallante.
49. Quattro guerrieri equi, figli di Ufente, uguale come sopra.

Enea uccise anche Rebo, il cavallo di Mezenzio.

## Omaggi
- All'eroe troiano è stato dedicato il cratere Aeneas.
- Il comune di Roma gli ha intitolato una via.

## Enea nella letteratura postclassica
- Didone abbandonata - melodramma di Pietro Metastasio
- Cassandra - romanzo di Christa Wolf (1983)
- Lavinia - romanzo di Ursula K. Le Guin (2008)
- Aeneas la nascita di un eroe - romanzo di Simone Sarasso (2015)

### Fonti
- Omero, Iliade
- Pseudo-Apollodoro, Biblioteca
- Igino, Fabulae
- Publio Ovidio Nasone, Metamorfosi
- Quinto Smirneo, Posthomerica
- Euripide, Reso
- Publio Virgilio Marone, Eneide

### Traduzione delle fonti
- Rosa Calzecchi Onesti, Omero. Iliade, seconda edizione, Torino, Einaudi, 1990, ISBN 978-88-06-17694-5. Traduzione di Rosa Calzecchi Onesti.
- Marina Cavalli, Apollodoro, Biblioteca. Testo originale a fronte, Milano, Oscar Mondadori, 2008, ISBN 978-88-04-55637-4. Traduzione di Marina Cavalli.
- Pietro Bernardini Marzolla, Publio Ovidio Nasone. Metamorfosi. Testo originale a fronte, Torino, Einaudi, 2008, ISBN 978-88-06-17695-2.
- Rosa Calzecchi Onesti, Eneide, Testo a fronte, Torino, Einaudi, 1989, ISBN 88-06-11613-4.
- Onorato Castellino, Vincenzo Peloso, Eneide, sesta edizione, Torino, Società Editrice Internazionale, 1972., Traduzione di Annibale Caro
- Anna Beltrametti, Euripide. Le tragedie, volume secondo, Torino, Einaudi, 2002, ISBN 978-88-04-57001-1., Traduzione di Filippo Maria Pontani.

### Moderna
- Pierre Grimal, Dizionario di mitologia, Parigi, Garzanti, 2005, ISBN 88-11-50482-1. Traduzione di Pier Antonio Borgheggiani.
- Robert Graves, I miti greci, Milano, Longanesi, ISBN 88-304-0923-5.
- Angela Cerinotti, Miti dell'antica Grecia e di Roma Antica, Verona, Demetra, 1998, ISBN 88-440-0721-5.
- Felice Ramorino, Mitologia Classica illustrata, Milano, Ulrico Hoepli, 2004, ISBN 88-203-1060-0.
- Gaetana Miglioli, Romanzo della mitologia dalla A alla Z, Firenze, G. D'Anna, 2007, ISBN 88-8104-731-4.